# Wolfella krameri
Wolfella krameri är en insektsart som beskrevs av Boulard 1969. Wolfella krameri ingår i släktet Wolfella och familjen dvärgstritar. Utöver nominatformen finns också underarten W. k. spiniloba.